# Essey-la-Côte
Essey-la-Côte ist eine französische Gemeinde mit 75 Einwohnern (Stand 1. Januar 2022) im Département Meurthe-et-Moselle in der Region Grand Est (vor 2016 Lothringen). Sie gehört zum Arrondissement Lunéville und zum Kanton Lunéville-2.

## Geografie
Die Gemeinde liegt etwa 36 Kilometer südöstlich von Nancy im Südosten des Départements Meurthe-et-Moselle an der Grenze zum Département Vosges. Nachbargemeinden sind Vennezey im Norden, Giriviller im Nordosten und Osten, Haillainville (im Département Vosges) im Südosten und Süden, Damas-aux-Bois (im Département Vosges) im Süden und Südwesten sowie Saint-Boingt im Westen. Der Gemeindeteil südlich des Dorfs ist weitgehend von Wald bedeckt. Rund ums Dorf gibt es zahlreiche Obstgärten.     

## Geschichte
Durch die heutige Gemeinde führte ein Weg durch La Sau(l)x, der spätestens seit der gallo-römischen Zeit existierte. Der Ort wurde 1154 als Hassay erstmals in einer Urkunde der Abtei Belchamp erwähnt. Essey-la-Côte gehörte historisch zur Vogtei (Bailliage) Lunéville und somit zum Herzogtum Lothringen, das 1766 an Frankreich fiel. Bis zur Französischen Revolution lag die Gemeinde dann im Grand-gouvernement de Lorraine-et-Barrois. Von 1793 bis 1801 war die Gemeinde dem Distrikt Lunéville zugeteilt. Essey-la-Côte war von 1793 bis 2015 Teil des Kantons Gerbéviller und liegt seit 2015 innerhalb des Kantons Lunéville-2. Seit 1801 ist Essey-la-Côte zudem dem Arrondissement Lunéville zugeordnet. Die Gemeinde lag bis 1871 im alten Département Meurthe.

## Bevölkerungsentwicklung
| Jahr                       | 1793 | 1846 | 1962 | 1968 | 1975 | 1982 | 1990 | 1999 | 2007 | 2019 |
| Einwohner                  | 234  | 274  | 120  | 111  | 107  | 117  | 105  | 79   | 92   | 78   |
| Quellen: Cassini und INSEE |      |      |      |      |      |      |      |      |      |      |

## Verkehr
Essey-la-Côte liegt fernab bedeutender Verkehrswege. Der Verkehr auf der Bahnstrecke von Mont-sur-Meurthe nach Bruyères wurde 1980 eingestellt und ist heute teilweise ein Radweg. Die E23 führt wenige Kilometer westlich und südwestlich der Gemeinde vorbei. Der nächstgelegene Anschluss ist in Charmes. Für den regionalen Verkehr ist die D144 wichtig, die durch das Dorf führt.

## Sehenswürdigkeiten
- Dorfkirche Saint-Sylvestre aus dem 19. Jahrhundert; mit sehenswerten Kultgegenständen.
- Kapelle Sainte-Colombe aus dem 18. Jahrhundert
- ehemaliges Pfarrhaus und zahlreiche Gebäude aus dem 18. und 19. Jahrhundert in der Rue Général Leclerc und der Rue Saint-Léopold
- Wegkreuz auf dem Hügel Haut de la Côte

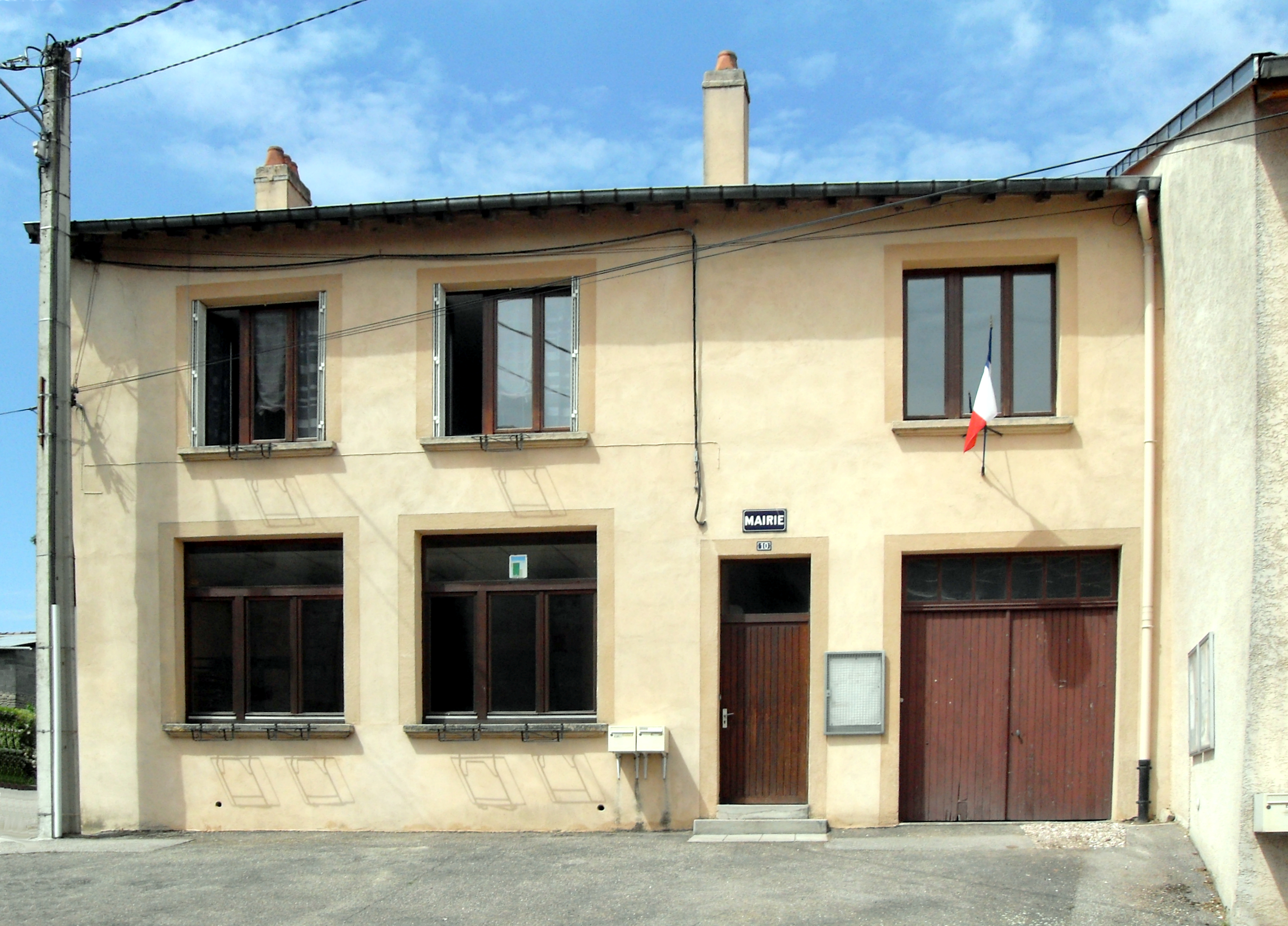
Mairie (Rathaus) der Gemeinde
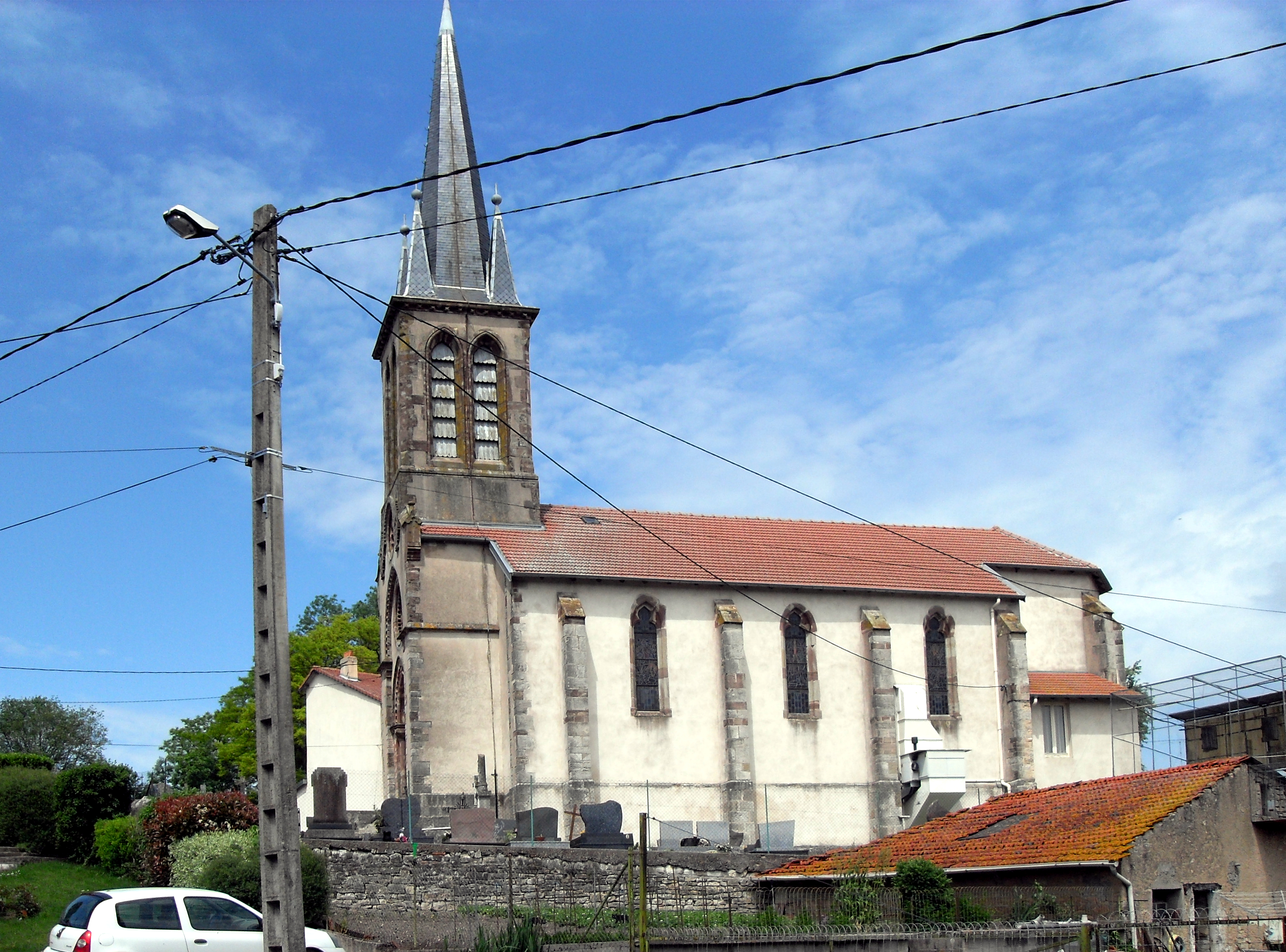
Dorfkirche Saint-Sylvestre
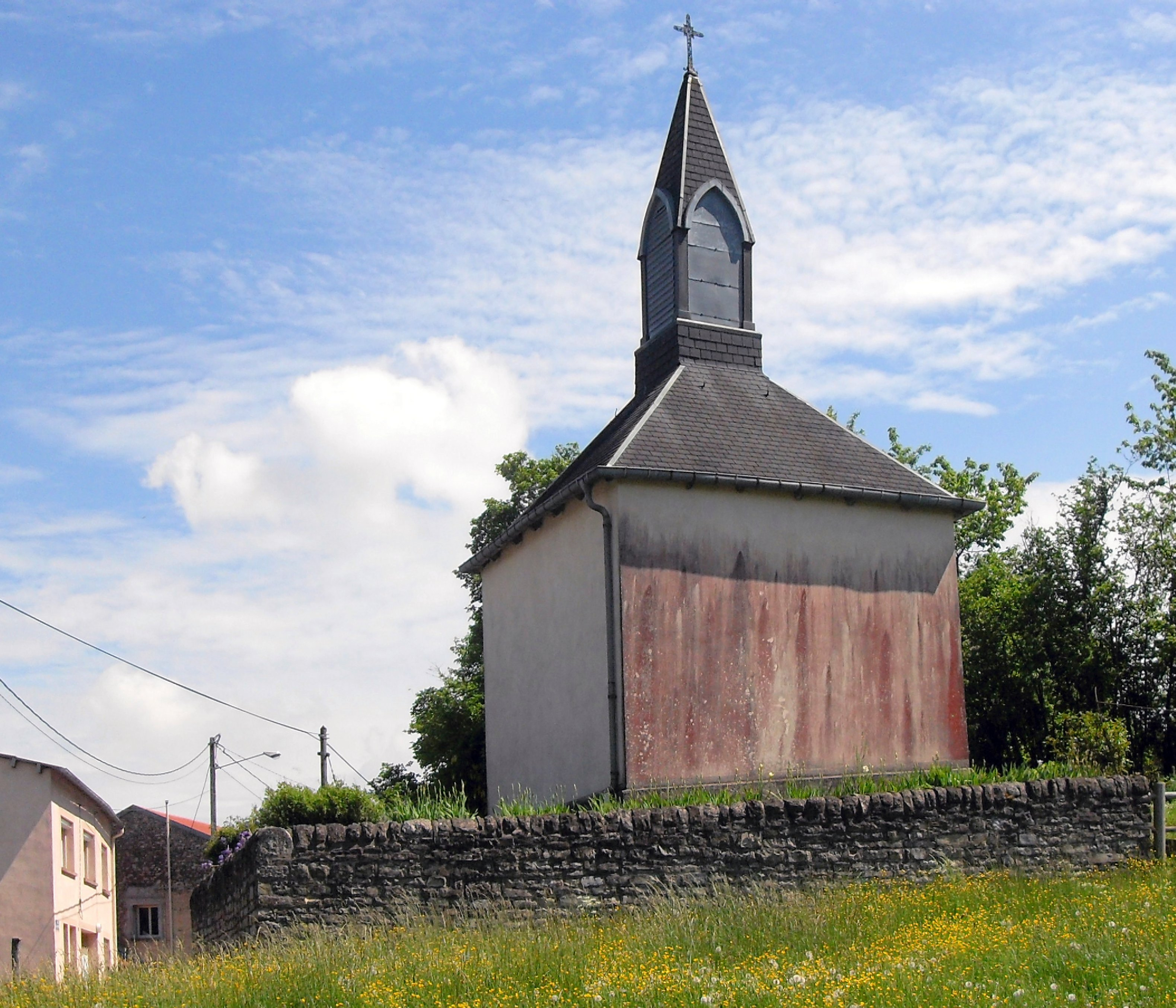
Kapelle Sainte-Colombe
Landschaft bei Essey-la-Côte